# Samson (Alabama)
Samson é uma cidade localizada no estado americano de Alabama, no Condado de Geneva.

## Demografia
Segundo o censo americano de 2000, a sua população era de 2071 habitantes.
Em 2006, foi estimada uma população de 2032, um decréscimo de 39 (-1.9%).

## Geografia
De acordo com o United States Census Bureau, a localidade tem uma área de 9,4 km², sem área coberta por água. Samson localiza-se a aproximadamente 61 m acima do nível do mar.

## Localidades na vizinhança
O diagrama seguinte representa as localidades num raio de 32 km ao redor de Samson.